# گرکلاغ
گرکلاغ(نام علمی: Picathartes) نام یک سرده از راسته گنجشک‌سانان است.

## گونه‌ها
- گرکلاغ گردن‌سفید (Picathartes gymnocephalus)
- گرکلاغ گردن‌خاکستری (Picathartes oreas)